# Osmia lazulina
Osmia lazulina är en biart som beskrevs av Raymond Benoist 1928. Osmia lazulina ingår i släktet murarbin, och familjen buksamlarbin. Inga underarter finns listade i Catalogue of Life.